# Álvaro Obregón
Álvaro Obregón Salido (Navojoa, 19 febbraio 1880 – Città del Messico, 17 luglio 1928) è stato un politico e generale messicano, figura centrale della rivoluzione messicana.
È stato presidente del Messico dal 1º dicembre 1920 al 1º dicembre 1924. È considerato il fondatore e secondo presidente della cosiddetta "Dinastia Sonora".
Orfano, prima della rivoluzione messicana era agricoltore e inizialmente simpatizzava per il governo di Porfirio Díaz. Dal 1911, dopo la rivoluzione maderista, sostenne Francisco Madero nella sua lotta rivoluzionaria e nel 1912 combatté contro la ribellione di Orozco. Nel 1913 divenne generale comandante del Corpo del Nord-ovest dell'esercito costituzionale fondato da Venustiano Carranza e diventò il suo braccio destro. Alla testa del suo esercito personale, dette un contributo importantissimo alla destituzione della dittatura militare di Victoriano Huerta, diventando popolarissimo tra gli altri generali e le truppe, arrivando a essere il secondo principale artefice, dopo Carranza, del successo del movimento costituzionalista in Messico. Destituito Huerta, fu delegato alla Convenzione di Aguascalientes, ma dal dicembre 1914 riprese attivamente il suo ruolo nell'esercito, sconfiggendo più volte durante il 1915 il suo ex-alleato e ora acerrimo nemico Pancho Villa e la sua División del Norte in grandi battaglie campali (Celaya, La Trinidad, León, Aguascalientes, Nogales), circondandosi di generali fedeli come Benjamín G. Hill, Joaquín Amaro e Plutarco Elías Calles e ricevendo il pieno appoggio di Carranza, diventato presidente, che lo nominò Segretario di Guerra e Marina dal 1916 al 1917, cosa che consentì di fatto a Obregón di diventare capo incontrastato delle Forze armate. Sempre nel 1917, fu candidato per la prima volta alle elezioni presidenziali. Nel 1919 fondò insieme a Plutarco Elías Calles il Partito Laburista Messicano e l'anno seguente, dopo che Carranza gli aveva negato l'appoggio alle elezioni presidenziali, insieme a Calles e Adolfo de la Huerta, governatore del Sonora, iniziò una rivolta appoggiata dalla maggioranza dell'esercito, che gli permise di assumere il potere totale. Nella rivolta Carranza fu assassinato per suo diretto ordine e questo avvenimento concluse ufficialmente la rivoluzione messicana, durata 10 anni.
Dopo la presidenza ad interim di de la Huerta, Obregón vinse "democraticamente" le elezioni e s'insediò come nuovo presidente, presiedendo il primo governo del Messico post-rivoluzionario. La sua presidenza favorì lo sviluppo delle arti e della cultura (nacque in questo periodo il muralismo messicano), stabilì nuove relazioni diplomatiche con le nazioni del mondo, in particolare gli Stati Uniti, con i quali fu firmato il trattato di Bucareli nel 1923, riconobbe l'Unione Sovietica (il Messico fu il primo paese delle Americhe a farlo, nel 1924) e ottenne l'appoggio dei comunisti, alleati dei costituzionalisti. Tuttavia il governo di Obregón si dimostrò fortemente autoritario e anticlericale e dovette fronteggiare numerosi tradimenti, tra cui la ribellione portata avanti da de la Huerta nel 1923-1924 a cui si unirono molti ex-fedeli del presidente che si erano sentiti traditi dalla sua politica. Inoltre, sempre nel 1923, avvenne l'assassinio di Pancho Villa, che aveva ricevuto l'amnistia nel 1920, probabilmente per suo ordine diretto. Quando nel 1924 ci furono le elezioni presidenziali, vinse Plutarco Elías Calles, che era stato scelto da Obregón come suo successore.
A quel punto il generale sembrò ritirarsi a vita privata nella sua tenuta agricola, ma nel 1928 tornò per candidarsi di nuovo alle elezioni presidenziali e vinse ancora, in quanto non ci fu alcuna opposizione possibile. Tuttavia fu assassinato nel ristorante La Bombilla di Città del Messico, dove si era recato per celebrare la vittoria, da José de León Toral, un cittadino cristero, per ritorsione alle spietate campagne anticlericali del governo messicano.
Era noto come "Mancino di Celaya" (Manco de Celaya) per aver perso il braccio destro in battaglia contro Pancho Villa nel 1915. In realtà lo perse nella battaglia di León e non nella battaglia di Celaya, come si crede erroneamente.

## Biografia
Nato a Navojoa, nello Stato messicano di Sonora, da una famiglia povera di agricoltori. Nel 1910, quando a seguito dall'emanazione del Piano di San Luis Potosí da parte di Francisco Madero, scoppiò l'insurrezione generale, Obregón non si unì ai ribelli, pur non disdegnando le loro rivendicazioni, in quanto a quel tempo vedeva di buon occhio il regime di Porfirio Díaz. Iniziò la sua attività politica l'anno successivo con l'elezione a sindaco della città di Huatabampo, sostenendo Madero, nuovo presidente, nella lotta contro la rivolta guidata da Pascual Orozco. Quando Madero fu ucciso dalla rivolta guidata da Félix Díaz e dal generale Victoriano Huerta Obregón si unì alla fazione costituzionalista di Venustiano Carranza nella rivolta contro il nuovo governo di Huerta, e riuscì nel 1914 a togliergli il potere.
Come comandante militare al seguito di Carranza si distinse anche nella lotta per sconfiggere Pancho Villa ed Emiliano Zapata. Nel 1917 si candidò per la prima volta a presidente del Messico ma all'elezione del 5 febbraio arrivò solamente quarto con 4 007 voti.
Obregón tornò alla politica nel 1920, sperando di succedere a Carranza come presidente. Quando però fu evidente che Carranza avrebbe scelto come suo successore Ignacio Bonillas, Álvaro Obregón organizzò una rivolta militare contro il presidente Carranza, i cui scopi furono espressi nel manifesto del Plan de Agua Prieta. La rivolta ebbe successo e Carranza fu prima deposto poi assassinato in un'imboscata nello Stato di Puebla. Per sei mesi Adolfo de la Huerta fu il presidente provvisorio del Messico, fino alle elezioni che videro Obregón vincitore.
I quattro anni di presidenza di Obregón sono famosi per la politica anticlericale, per le riforme agrarie messe in atto e per la politica amichevole nei confronti degli Stati Uniti d'America, basati sulla vendita del petrolio messicano. Al momento della successione de la Huerta diede vita a una rivolta, perché si considerava il naturale successore alla presidenza contro il preferito di Obregón, Plutarco Elías Calles, che comunque vinse le elezioni.
Nel 1928 Obregón corse ancora per la presidenza, e fu eletto dopo elezioni molto contestate. Recatosi a Città del Messico per celebrare la vittoria, fu assassinato a colpi di pistola nel ristorante La Bombilla dal cristero José de León Toral, contrario alle spietate politiche anti-religiose del governo.